# Zborowski Hrabia
Zborowski Hrabia – polski herb szlachecki, hrabiowska odmiana herbu Jastrzębiec nadany w Galicji.

## Opis herbu
Opis z wykorzystaniem klasycznych zasad blazonowania:
W polu błękitnym podkowa złota barkiem do dołu, między ocelami której krzyż kawalerski srebrny. Nad tarczą korona hrabiowska, dziewięciopałkowa, a nad nią hełm w koronie, w której klejnot: jastrząb, z podkową i krzyżem jak na tarczy, w prawym szponie. Labry błękitne z prawej podbite srebrem, z lewej złotem.

## Najwcześniejsze wzmianki
Zaginione nadanie tytułu hrabiowskiego Galicji (hoch- und wohlgeboren, graf von) dla Maksymiliana Zborowskiego 1 września 1792 roku. Wizerunek herbu znany dopiero z herbarza Siebmachera. Podstawą nadania tytułu hrabiowskiego były godności dygnitarskie i senatorskie obdarowanego, jak również wywód szlachectwa przed komisją magnatów oraz okazane przywiązanie do domu cesarskiego.

## Herbowni
Jedna rodzina herbownych (herb własny):
graf von Zborow-Zborowski.